# Littleton (Cheshire)
Pour les articles homonymes, voir Littleton.
Littleton est une paroisse civile et un village du Cheshire, en Angleterre.